# Gilles Marchand
Gilles Marchand (Marsella, 18 de juny de 1963) és un guionista i director de cinema francès.

## Biografia
Gilles Marchand va estudiar a l'école de cinema de Paris, l'IDHEC (actualment La Fémis). Entre d'altres, va conèixer Dominik Moll i Laurent Cantet amb qui es va fer amistat. El meu primer guió el vaig escriure l'any 1997 per a Laurent Cantet, Les Sanguinaires. La seva segona col·laboració amb Cantet, Ressources humaines, tindrà una important atenció a França i a l'estranger. El mateix any va conèixer la consagració amb Harry, un amic que us estima dirigida per Dominik Moll, de la qual va ser el primer assistent de Intimité va fer una gira l'any 1992. La pel·lícula, seleccionada a la competició oficial del 53è Festival Internacional de Cinema de Canes l'any 2000, va obtenir èxit de públic i de crítica a tot el món.
L'any 2002, Gilles Marchand va dirigir Qui a tué Bambi?, que va guanyar els honors del 56è Festival Internacional de Cinema de Canes a la selecció oficial, abans de girar per molts festivals arreu del món. Ha escrit amb Jean-Paul Rappeneau el guió de Bon voyage, i amb Cédric Kahn el de  Feux rouges i L'Avion. El 2005, Gilles Marchand es va reunir amb Dominik Moll en el guió de Lemming, que va ser seleccionat a la competició oficial i va ser la inauguració de Canes.
El 2010, va tornar a escriure amb el seu còmplice Dominik Moll, però aquesta vegada va ser Marchand qui va dirigir L'Autre Monde. Aquesta segona pel·lícula, com a estrena, es presenta en selecció oficial al festival de Canes 2010. L'any següent, va escriure amb els seus amics Valérie Donzelli i Jérémie Elkaïm (que venien de triomfar amb La guerre est declarée) el guió de Main dans la main on Valérie Donzelli va signar la direcció. El 2013, va participar en el guió de la pel·lícula de Robin Campillo Eastern Boys (la pel·lícula va ser nominada al César 2015 en la categoria millor pel·lícula, millor director i millor actor revelació) . El 2015 es va estrenar La Dame dans l'auto avec des lunettes et un fusil de Joann Sfar, adaptació del thriller de Sébastien Japrisot que Gilles Marchand signa amb el productor de la pel·lícula, Patrick Godeau. Aquest mateix any, participa en la nova pel·lícula de Valérie Donzelli, Marguerite et Julien, que es presenta en selecció oficial al festival de Canes 2015 on és ben rebuda. Des nouvelles de la planète Mars presentada en selecció oficial al festival de Berlín 2016 és una comèdia singular que va escriure amb el seu còmplice Dominik Moll que va dirigir la pel·lícula.

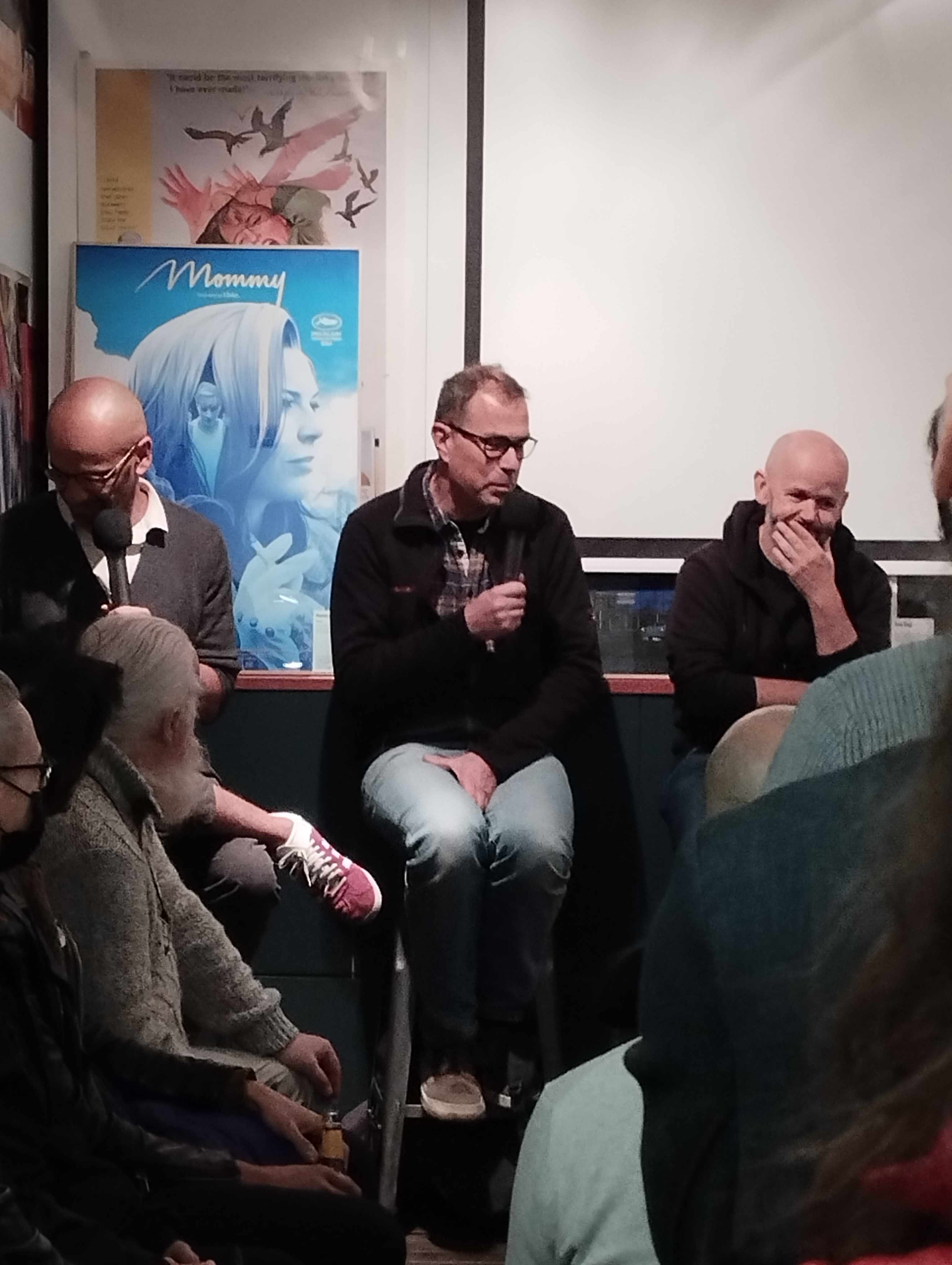
Gilles Marchand al costat de Dominik Moll a la boutique Potemkine, per la sortida a vídeo de La nit del 12, el 23 de novembre de 2022.

El 2016, la seva nova pel·lícula com a director, Dans la forêt, es va presentar a la selecció oficial del Festival de Locarno davant de 8.000 espectadors a Piazza Grande. Aquest és un thriller estrany que voreja la fantasia, escrit una vegada més amb Dominik Moll. Els papers principals són interpretats per dos nens, de 8 i 11 anys, i per Jérémie Elkaïm que interpreta el seu pare. Va ser filmat als grans boscos suecs.
És membre del Col·lectiu 50/50 que té com a objectiu promoure la igualtat de dones i homes i la diversitat al cinema i l'audiovisual.
El 18 d'abril de 2018, a Roma, Netflix va anunciar que Gilles Marchand serà el showrunner d'una sèrie documental sobre una de les notícies franceses més famoses: l'afer Grégory. La sèrie documental Grégory s'estrena en cinc episodis d'aproximadament una hora cadascun el 20 de novembre de 2019.
El desembre de 2019 es va estrenar el thriller Seules les bêtes de Dominik Moll, que va escriure amb Gilles Marchand. La pel·lícula es va presentar al Festival de Cinema de Venècia l'estiu anterior. El guió va ser nominat al César 2020.

## Filmografia

### Director i guionista
Curtmetratges
- 1987 : L'Étendu
- 1993 : Joyeux Noël avec Philippe Praliaud (actor, fotògraf).
- 1999 : C'est plus fort que moi

Llargmetratges
- 2003 : Qui a tué Bambi ?
- 2010 : L'Autre Monde
- 2016 : Dans la forêt

Sèries de televisió
- 2019 : Grégory

### Guionista
- 1997 : Les Sanguinaires de Laurent Cantet
- 1999 : Ressources humaines de Laurent Cantet
- 2000 : Harry, un amic que us estima de Dominik Moll
- 2001 : Les Âmes câlines de Thomas Bardinet
- 2001 : Le Lait de la tendresse humaine de Dominique Cabrera
- 2003 : Bon Voyage de Jean-Paul Rappeneau
- 2004 : Feux rouges de Cédric Kahn
- 2005 : Lemming de Dominik Moll
- 2005 : L'Avion de Cédric Kahn
- 2006 : L'Éclaireur de Djibril Glissant
- 2011 : Main dans la main de Valérie Donzelli
- 2015 : La Dame dans l'auto avec des lunettes et un fusil de Joann Sfar
- 2015 : Marguerite et Julien de Valérie Donzelli
- 2016 : Des nouvelles de la planète Mars de Dominik Moll
- 2019 : Seules les bêtes de Dominik Moll
- 2020 : Ils sont vivants de Jérémie Elkaïm
- 2022 : La nit del 12 de Dominik Moll
- 2023 : L'Île rouge de Robin Campillo

## Distincions

### Premis
- Premi Henri-Jeanson de la Société des auteurs et compositeurs dramatiques 2000
- César 2023 : Millor adaptació per La nit del 12

### Nominations
- César 2001 : millor guió per Harry, un amic que us estima i per Ressources humaines
- César 2004 : millor guió per Bon Voyage, millor primera pel·lícula per Qui a tué Bambi ?
- César 2020 : millor adaptació per Seules les bêtes